# Marie Høeg
Marie Karoline Ludvikke Høeg (ur. 15 kwietnia 1866 w Langesund, zm. 22 lutego 1949 w Oslo) – norweska fotografka i sufrażystka.

## Życiorys
Była córką rybaka i spedytora Hansa Jacoba Høegha (ur. 1828) i Nielsine Bolette Nordby (ur. 1829). Dorastała w Langesund.
Na młodą Marie wpływ miała pisarka i pierwsza norweska redaktorka, Karen Sundt. W opublikowanej w 1884 broszurze Livsbetragtning opowiadała się za pełną równością płci. Była współzałożycielką Norweskiego Stowarzyszenia Kobiet.
Marie studiowała fotografię w Brevik. Praktykę skończyła w 1890. W latach 1890–1895 mieszkała w Finlandii. Pracowała jako fotografka w Ekenäs i Hanko. Tu spotkała się z fińskim ruchem na rzecz praw kobiet. Studiowała wówczas w jednym z większych studiów fotograficznych za granicą, prawdopodobnie w Petersburgu. 
W 1895 Marie przeprowadziła się do Horten. Towarzyszyła jej młodsza o 5 lat fotografka i partnerka Bolette Berg. Kobiety założyły i prowadziły własne studio fotograficzne Berg & Høeg Fotoatelier. Høeg organizowała w atelier fotograficznym spotkania kobiet zainteresowanych feminizmem i sufrażyzmem. W 1896 Høeg założyła w Horten pierwsze w kraju Społeczne Stowarzyszenie Dyskusyjne, które działa do dziś. Spotkania organizowała w konspiracji. Po jakimś czasie zrezygnowała z prowadzenia klubu dyskusyjnego. Wstąpiła do Krajowego Stowarzyszenia na rzecz Prawa Kobiet do Głosowania i założyła w Horten jego oddział. Zorganizowała w Horten Radę Kobiet powiązaną z Narodową Norweską Radą Kobiet oraz Stowarzyszenie Walki z Gruźlicą. Zachował się tekst jej artykułu o prawach wyborczych kobiet, który opublikowała w 1901 w „Gjengangeren”.
W 1903 Høeg i Berg przeniosły się do Kristianii (dzisiejsze Oslo). Pracowały jako zawodowe fotografki. Specjalizowały się w pejzażach, portretowych pocztówkach i okazjonalnie wykonywanych zdjęciach statków. Założyły wydawnictwo Berg og Høghs Kunstforlag A.S. Wydały m.in. trzytomowe dzieło Norske Kvinder dotyczące historii kobiet w Norwegii. Jako wydawczyni Marie używała nazwiska Høgh. W 1909, po reorganizacji Krajowego Stowarzyszenia na rzecz Prawa Kobiet do Głosowania, została przewodniczącą sekcji w Kristianii. Funkcję pełniła do 1913.

## Upamiętnienie
W 1996, sto lat po założeniu Społecznego Stowarzyszenia Dyskusyjnego, w Norweskim Muzeum Fotografii (Muzeum Preus) w Horten zorganizowało wystawę poświęconą Marie Høeg. Zapezentowano wówczas zdjęcia, które odnaleziono w latach 80. XX w. Szklane negatywy zdeponowane w stodole na terenie farmy, na której pod koniec życia Høeg mieszkała z partnerką (łącznie 440 negatywów), ukazywały Høeg i Berg ubrane w męskie ubrania, palące i noszące wąsy. Zdjęcia zaczęto postrzegać jako ikoniczne, a Høeg i Berg jako kwestionujące ówczesne standardy genderowe. Zdjęcia były przedmiotem artkułów naukowych. Na kilku ze znalezionych fotografii widać najstarszego brata Marie, Piotra (ur. 1859), ubranego w sukienkę i damski kapelusz.
W 2012 fiński fotograf Vidar Lindqvist zorganizował tymczasową wystawę starych fotografii z Ekenäs. Umieścił je w pomieszczeniu, który na cześć Marie Høegh nazwał Galleri Marie.
W 2014 w Los Angeles zorganizowano wystawę Marie Høeg Meets Klara Lidén. Zdjęcia Marie Høeg po raz pierwszy pokazano poza Skandynawią, dodatkowo zestawiając je z pracami współczesnej szwedzkiej artystki Klary Lidén.

## Galeria

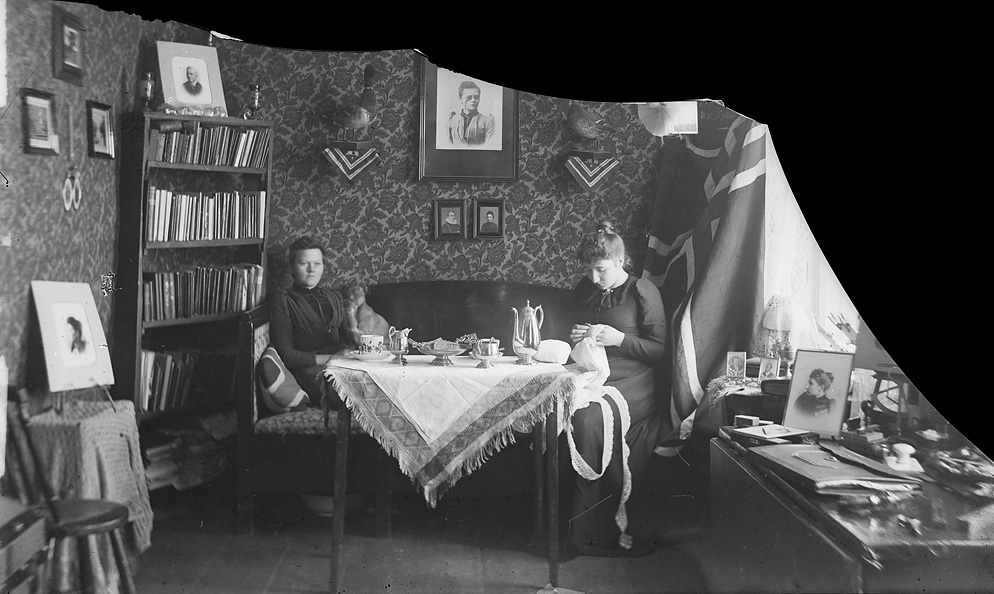
Marie Høeg (z lewej) i Bolette Berg (z prawej) w mieszkaniu
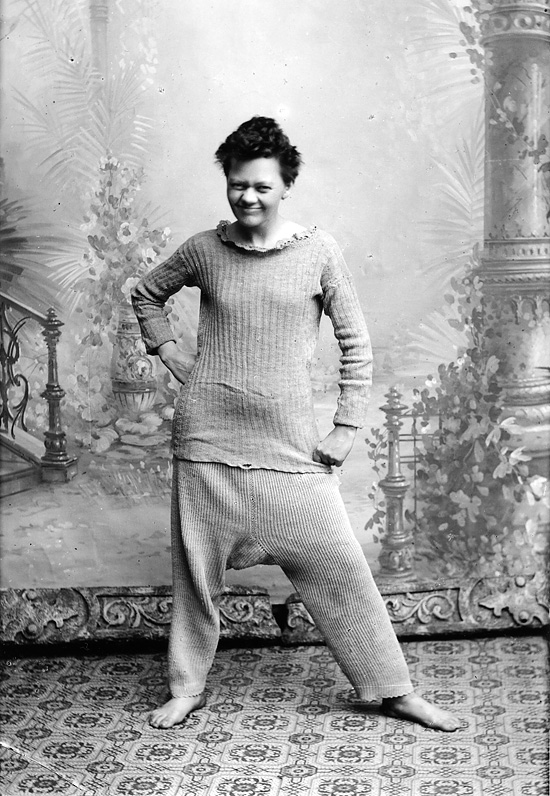
Marie Høeg
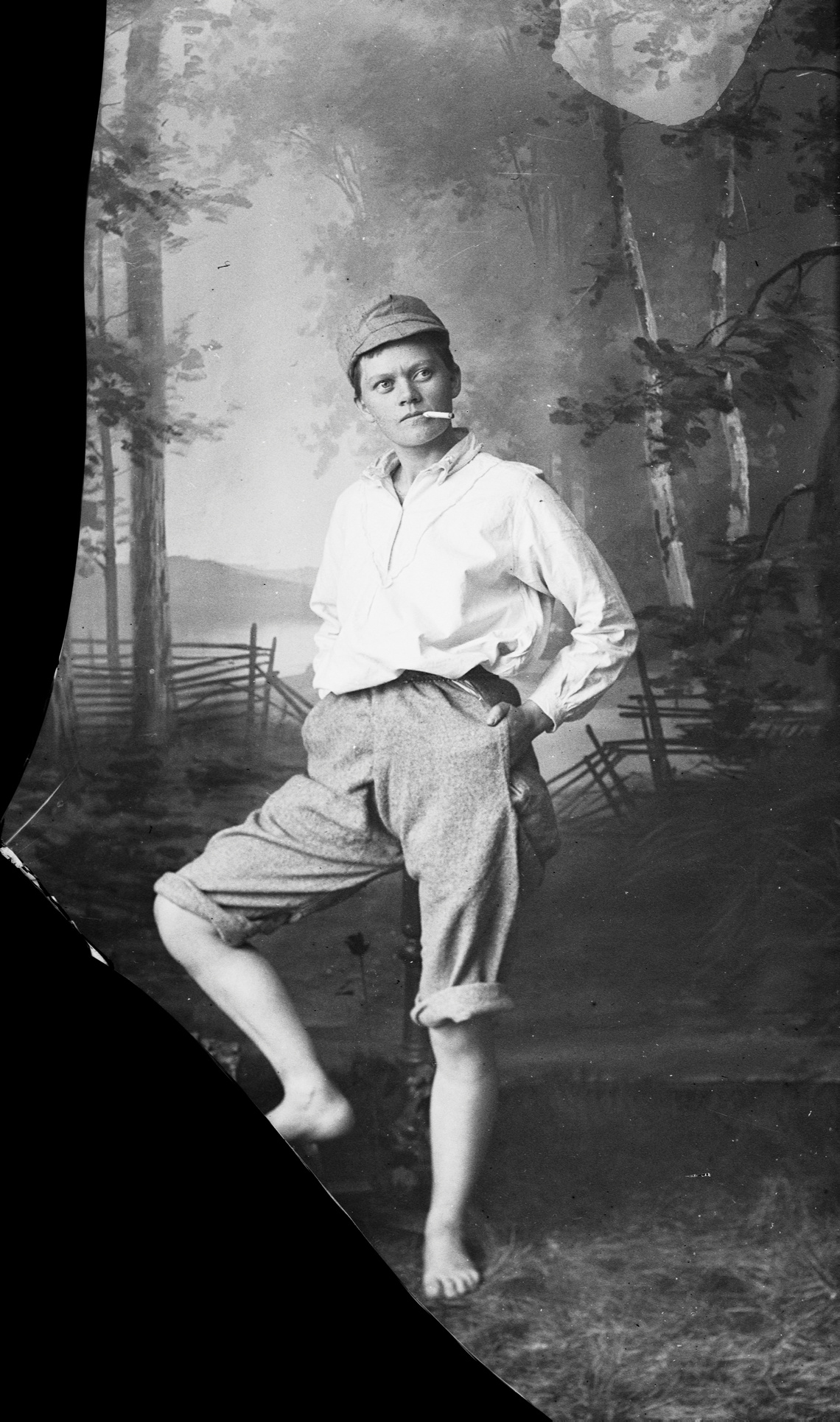
Marie Høeg
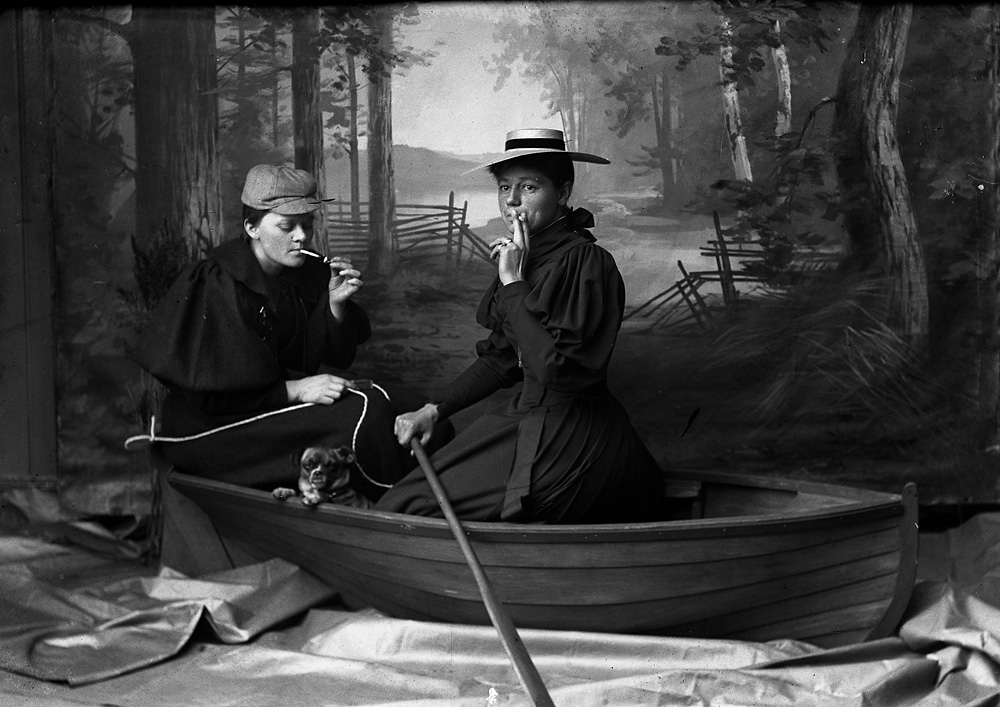
Marie Høeg (z lewej) i Bolette Berg (z prawej) na łódce w atelier fotograficznym
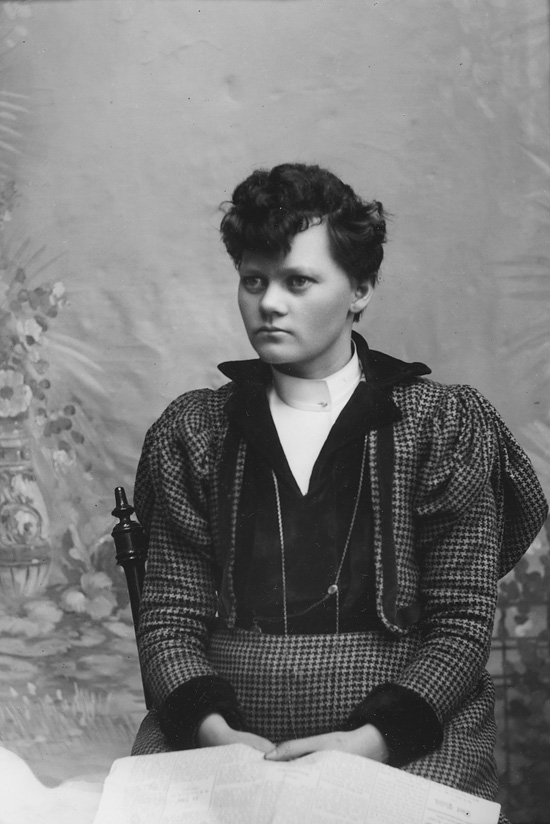
Marie Høeg, zdjęcie portretowe
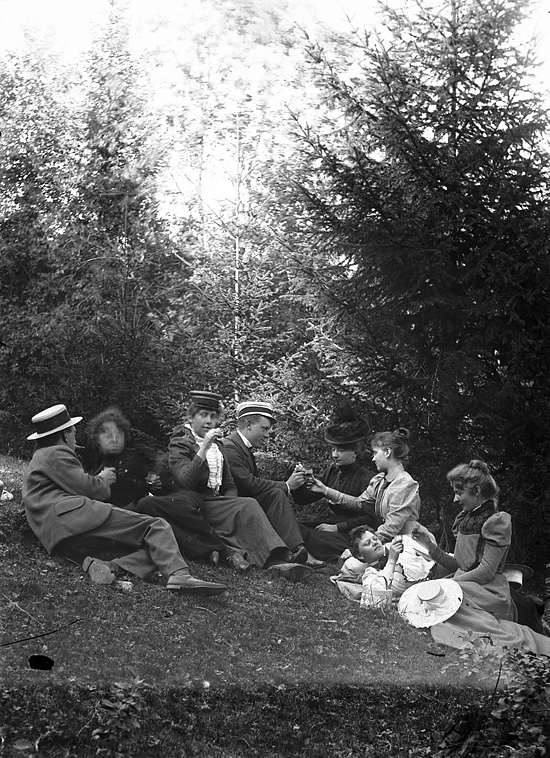
Marie Høeg i Bolette Berg na pikniku z przyjaciółmi
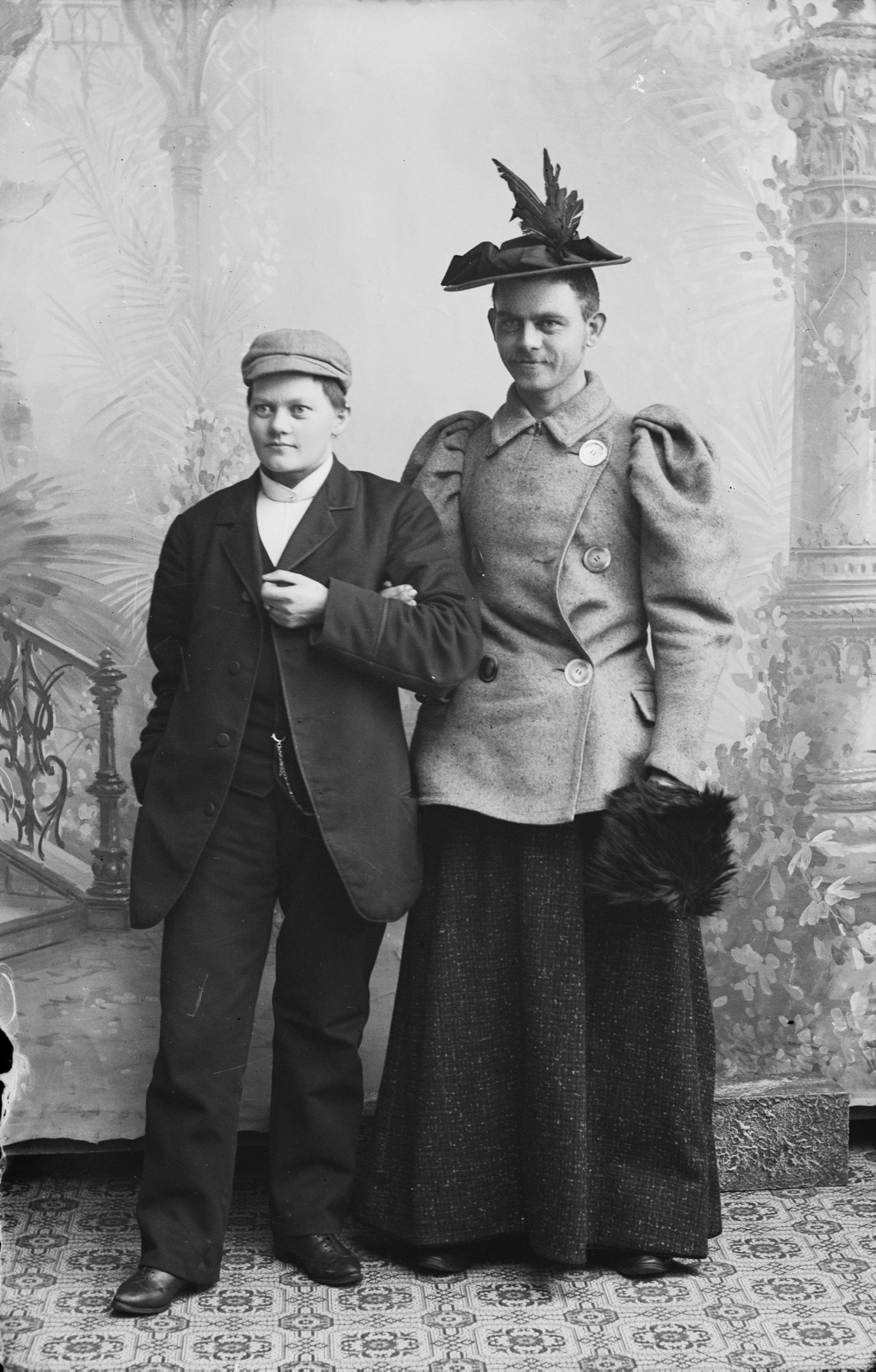
Marie Høeg (z lewej) i Piotr Høeg (z prawej)
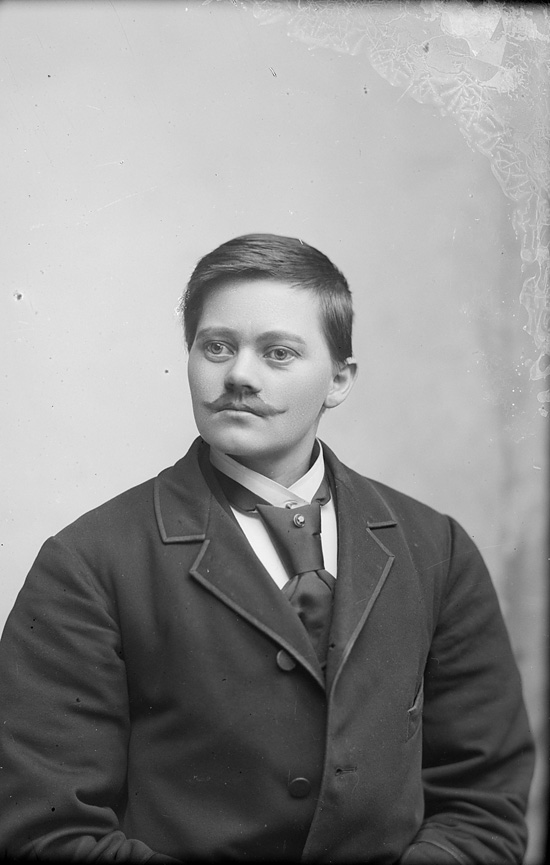
Marie Høeg, zdjęcie poertretowe